# Philippe-Marie-Thérèse-Gui Carron
Pour les articles homonymes, voir Carron.
Pour les autres membres de la famille, voir Carron de La Carrière.
Philippe-Marie-Thérèse-Gui Carron de La Carrière (13 décembre 1788-27 août 1833) est un évêque catholique français, évêque du Mans.

## Biographie
Neveu de l'abbé Guy-Toussaint-Julien Carron, il naît à Rennes en 1788. Il étudie au séminaire de Saint-Sulpice à Paris. De retour à Rennes, il est nommé vicaire puis curé de la paroisse Saint-Germain. En 1823, il suit l'abbé Millaux, supérieur du séminaire de Rennes, lorsque celui-ci est nommé évêque de Nevers. Il en devient le grand-vicaire.

En 1829, lorsque Claude-Madeleine de La Myre-Mory, évêque du Mans, démissionne, il est nommé à sa place et est sacré le 8 novembre. Sa santé s'altère rapidement et, bien qu'il soit allé par deux fois prendre les eaux à Vichy, il meurt, encore jeune, moins de quatre ans après sa nomination.